# آشر شاپیرو
آشر هرمان شاپیرو (به انگلیسی: Ascher Herman Shapiro) از جمله استادان گروه مهندسی مکانیک انستیتو تکنولوژی ماساچوست (مؤسسه فناوری ماساچوست) است.

## زندگی‌نامه
شاپیرو مدرک کارشناسی و دکتری خود را به ترتیب در سال‌های ۱۹۳۸ و ۱۹۴۶ در رشته مهندسی مکانیک و در شاخه مکانیک سیالات در ام‌آی‌تی گذراند. در سال ۱۹۴۳ وی با عنوان استادیار در همین دانشگاه مشغول به کار شد. از سال ۱۹۶۲ تا ۱۹۷۵ در ام‌آی‌تی حائز منصب Ford Professor بود و از سال ۱۹۷۵ به بعد در همین دانشگاه به صورت استاد تمام به کار خود ادامه داد و در نهایت در سال ۱۹۸۶ از سمت خود بازنشسته شد.
شاپیرو از جمله نویسندگان پرکار در زمینه خود به‌شمار می‌رود و اثر دوجلدی ماندگار خود به نام «دینامیک و ترمودینامیک جریان تراکم‌پذیر سیال (The Dynamics and Thermodynamics of Compressible Fluid Flow)» را در سال‌های ۱۹۵۳ و ۱۹۵۴ منتشر کرد. در سال ۱۹۶۱ شاپیرو کتاب «ساختار و جریان: دینامیک سیالات نیروی درگ (Shape and Flow: The Fluid Dynamics of Drag)» را در تشریح پدیده‌های موجود در لایه مرزی و نیروی درگ به بیانی ساده و فاقد پیچیدگی‌های ریاضیاتی ارائه کرد. در دهه ۱۹۶۰ شاپیرو مطالعات خود در زمینه مکانیک سیالات موجود در بدن انسان را آغاز کرد.
در سال ۱۹۶۱ شاپیرو نهادی تخصصی در زمینه آموزش مکانیک سیالات را به نام National Council for Fluid Mechanics Films در دانشگاه ام‌آی‌تی تشکیل داد و در سلسله فیلم‌های آموزشی با همکاری افرادی نظیر جی‌آی تیلور و جان لوملی مفاهیم و مبانی اساسی مکانیک سیالات را به همراه آزمایش‌های متنوع تشریح کرد. این مجموعه فیلم‌های آموزشی شامل ۳۹ بخش می‌شد که از زمان انتشار تا کنون همواره از جمله منابع پرمخاطب بوده‌است. در سال ۱۹۵۲ شاپیرو به عضویت فرهنگستان هنر و علوم آمریکا درآمد. همچنین وی در سال‌های ۱۹۶۷ و ۱۹۷۴ به ترتیب عضویت آکادمی ملی علوم و آکادمی ملی مهندسی را نیز کسب کرد. در سال ۱۹۷۷ جایزه بنجامین گارور لامه توسط انجمن آموزش مهندسی آمریکا به شاپیرو تعلق گرفت. در همین سال جایزه مهندسی سیالات (Fluids Engineering Award) نیز به شاپیرو اهدا شد. در سال ۱۹۹۹ نیز مدال دروکر (Drucker Medal) توسط انجمن مهندسی مکانیک آمریکا به شاپیرو داده شد.

## کتاب‌ها
- Shapiro, Ascher H. , Dynamics and Thermodynamics of Compressible Fluid Flow, Krieger Pub. Co; Reprint ed. , with corrections (ژوئن ۱۹۸۳), شابک ‎۰-۸۹۸۷۴-۵۶۶-۷.
- Shapiro, Ascher H. , Shape and flow: The fluid dynamics of drag, Anchor Books, 1961.